# Rudow (metrostation)
Rudow is een station van de metro van Berlijn, gelegen onder de Neuköllner Straße in het centrum van het gelijknamige stadsdeel. Het metrostation werd geopend op 1 juli 1972 en is sindsdien het zuidoostelijke eindpunt van lijn U7. Station Rudow is een knooppunt van diverse buslijnen, die zowel de omliggende wijken als luchthaven Schönefeld bedienen.
De bouw van het zuidoostelijke deel van de U7 viel samen met de ontwikkeling van Gropiusstadt, een grootschalig nieuwbouwgebied dat ruim 50.000 inwoners zou gaan tellen. In 1965, drie jaar nadat de eerste paal in Gropiusstadt geslagen was, begon de aanleg van het metrotraject Britz-Süd - Zwickauer Damm, dat op 2 januari 1970 in gebruik kwam. Inmiddels waren ook verder naar het zuiden, nabij de voormalige dorpskern van Rudow, grote woonblokken verrezen, die eveneens ontsloten moesten worden. Op 1 juli 1972 volgde daarom een 1,1 kilometer lange verlenging van de lijn tot zijn huidige eindpunt.
Station Rudow werd zoals alle Berlijnse metrostations uit deze periode ontworpen door Rainer Rümmler. De wanden kregen een bekleding van rode asbestcementplaten; dit materiaal paste Rümmler eerder (in andere kleuren) toe in de stations Eisenacher Straße en Bayerischer Platz. De zuilen op het eilandperron werden bekleed met aluminium, eveneens een materiaal dat in deze periode veelvuldig werd gebruikt in Berlijnse metrostations.
In mei 1993 werd het station vanwege zijn overstapfunctie uitgerust met een lift. Op dat moment had het station nog altijd slechts één uitgang. Na een brand in station Deutsche Oper in 2000 besloot het stadsvervoerbedrijf BVG echter dat alle metrostations over minstens twee uitgangen zouden moeten beschikken. Nadat vanaf 2002 reeds een tiental stations van een tweede uitgang werd voorzien, was Rudow als laatste aan de beurt; de nieuwe, noordwestelijke uitgang kwam in gebruik op 19 juni 2008.

## Toekomstplannen
Al sinds de jaren 1970 bestaan er plannen de U7 door te trekken naar luchthaven Schönefeld. Aangezien Schönefeld reeds per S-Bahn te bereiken is, wordt het nut van een metrolijn naar de luchthaven echter in twijfel getrokken. In de nieuwbouwplannen van luchthaven Schönefeld, die zich onder de naam Berlin Brandenburg International tot het grootste internationale vliegveld van Berlijn moet ontwikkelen, is dan ook geen ruimte voor de metro gereserveerd. Vanwege het chronische gebrek aan financiële middelen dat het Berlijnse stadsbestuur teistert zijn grootschalige uitbreidingen van het metronet überhaupt voorlopig niet te verwachten.